# Боброводворский район
Боброводворский район — административно-территориальная единица в составе Центрально-Чернозёмной, Курской и Белгородской областей, существовавшая в 1928—1930 и 1935—1959 годах. Центр — село Бобровы Дворы
Боброводворский район был образован в 14 мая 1928 года в составе Воронежского округа Центрально-Чернозёмной области. 16 сентября 1929 года в связи с ликвидацией Воронежского округа район был передан в Старооскольский округ. 23 июля 1930 года окружная система в СССР была упразднена и Боброводворский район перешёл в прямое подчинение Центрально-Чернозёмной области.
25 сентября 1930 года Боброводворский район был упразднён.
Вторично Боброводворский район был образован в составе Курской области 18 января 1935 года.
По состоянию на 1945 года район делился на 18 сельсоветов: Архангельский, Боброво-Дворский, Богословский, Висло-Дубровский, Заломенский, Кладовский, Коньшинский, Лапухинский, Мелавский, Огибнянский, Осколецкий, Памковский, Сапрыкинский, Сергиевский, Солнцевский, Успенский, Чапкинский и, Юшковский.
6 января 1954 года Боброводворский район отошёл к Белгородской области.
27 мая 1959 года центр Боброводворского района был перенесён в город Губкин, а сам район переименован в Губкинский.